# Morning Phase
Morning Phase è il dodicesimo album discografico del cantautore e musicista statunitense Beck, pubblicato nel febbraio 2014 dalla Capitol Records.
Ha vinto il Grammy Award come miglior album dell'anno e miglior album rock.

## Tracce
Testi e musiche di Beck Hansen.
1. Cycle – 0:40
2. Morning – 5:19
3. Heart Is a Drum – 4:31
4. Say Goodbye – 3:29
5. Blue Moon – 4:02
6. Unforgiven – 4:34
7. Wave – 3:40
8. Don't Let It Go – 3:09
9. Blackbird Chain – 4:26
10. Phase – 1:03
11. Turn Away – 3:05
12. Country Down – 4:00
13. Waking Light – 5:02

## Classifiche
| Classifica (1996)                   | Posizione massima |
| ----------------------------------- | ----------------- |
| Billboard 200 (Stati Uniti)         | 3                 |
| Official Albums Chart (Regno Unito) | 4                 |
| FIMI (Italia)                       | 10                |
| Canada                              | 2                 |
| Australia                           | 5                 |